# Cynomya flavipalpis
Cynomya flavipalpis is een vliegensoort uit de familie van de bromvliegen (Calliphoridae). De wetenschappelijke naam van de soort is voor het eerst geldig gepubliceerd in 1851 door Macquart.